# Sergey Shavlo
Sergey Dmitriyevich Shavlo (em russo, Серге́й Дмитриевич Шавло: (Nikopol, 4 de setembro de 1956) é um ex-futebolista profissional ucraniano e russo, que atuava no meio-campo, medalhista olímpico em Moscou 1980.

## Carreira
Sergey Shavlo foi medalhistas olímpico com a União Soviética, nos jogos de Moscou 1980.